# Cyrtopodion brachykolon
Cyrtopodion brachykolon este o specie de șopârle din genul Cyrtopodion, familia Gekkonidae, descrisă de Krysko, Rehman și Walter Auffenberg în anul 2007. Conform Catalogue of Life specia Cyrtopodion brachykolon nu are subspecii cunoscute.